# احمد صفری
احمد صفری چهره سیاسی اصلاح‌طلب و نماینده مردم کرمانشاه، در دهمین دوره مجلس شورای اسلامی است.

## نماینده کرمانشاه در مجلس دهم
احمد صفری در دهمین دوره انتخابات مجلس شورای اسلامی، در لیست ائتلاف فراگیر اصلاح طلبان: گام دوم در کرمانشاه حضور داشت و توانست در مرحله دوم انتخابات با کسب ۷۴٬۳۰۴ رأی از مجموع ۱۲۴٬۸۵۸ رأی مأخوذه صحیح، در رتبهٔ سوم کرمانشاه، وارد مجلس دهم شود.